# John Boorman
John Boorman (Londres, 18 de janeiro de 1933) é um cineasta britânico radicado na Irlanda.

## Biografia e carreira
Embora seus pais não fossem católicos, John foi educado pelos salesianos. Seu primeiro emprego foi como tintureiro, e no final da década de 1950 já era jornalista. Depois, começou a cinegrafar documentários para televisão, até ser contratado pela BBC como gerente da unidade de documentários de Bristol.
Logo chamou a atenção do produtor David Deutsch, que lhe ofereceu a direção de Catch Us If You Can (1965). A intenção era concorrer com A Hard Day's Night, de Richard Lester, mas não fez o mesmo sucesso, o que esmoreceu o caminho de Boorman para o cinema. Mas ele foi levado às grandes produções de Hollywood, por meio de Point Blank (1967), um filme de ação com locações na desativada fortaleza de Alcatraz e cenas que aludem ao psicodelismo em moda com o movimento hippie iniciado em San Francisco. O veterano Lee Marvin era o protagonista e deu total apoio ao diretor novato, além de recomendá-lo à Metro-Goldwyn-Mayer.
Boorman e Marvin voltariam a se encontrar em Hell in the Pacific, que também contou com Toshiro Mifune. Um filme surpreendente, com apenas dois personagens, um soldado aliado e um japonês sozinhos numa ilha do oceano Pacífico durante a Segunda Guerra Mundial, lutando entre si e pela sobrevivência numa terra hostil.
De volta ao Reino Unido, fez Leo the Last (1970), francamente influenciado por Federico Fellini, até mesmo pelo ator principal, Marcello Mastroianni; o filme lhe rendeu o prêmio de melhor diretor no Festival de Cannes.
Seu maior sucesso, no entanto, viria com Deliverance (1972), adaptado da obra de James Dickey, a jornada de homens da cidade (Jon Voight, Burt Reynolds, Ronny Cox e Ned Beatty) atravessando territórios apalaches para descobrirem-se selvagens e capazes das piores atrocidades. Com Deliverance, Boorman foi indicado pela primeira vez ao Oscar.
No início da década de 1970, Boorman chegou a esboçar um projeto para O Senhor dos Anéis, e levou suas ideias ao autor da saga, J. R. R. Tolkien. Os custos da produção, porém, revelaram-se muito altos, e o que pôde ser adquirido foi usado em Excalibur.
O filme seguinte foi Zardoz (1974), com Sean Connery e Charlotte Rampling numa ficção científica pós-apocalipse que muitos críticos consideraram pretensiosa. Mesmo assim, Boorman foi convidado a dirigir Exorcist II: The Heretic (1977), mas essa sequência do original de William Friedkin resultou em total fracasso.
Excalibur (1981), um antigo sonho de Boorman, seria lembrado como uma obra mítica, além de uma das mais sinceras versões da lenda do rei Artur. Os atores Nicol Williamson e Helen Mirren foram escalados por Boorman, apesar de protestarem (pois se odiavam), para viver o casal central, e o diretor pensou que essa mútua antipatia faria brilhar os personagens na tela.
Adotando uma vertende mais ecologista, Boorman investiu em uma narrativa que se passa na amazônica The Emerald Forest (1985), uma saga na floresta tropical para a qual escalou seu filho (Charley Boorman) para atuar como Tommy, garoto filho de um engenheiro americano que é raptado por indígenas e passa a viver entre os índios.
Hope and Glory (1987) é seu trabalho mais autobiográfico, pois conta histórias de sua infância durante uma blitz em Londres. Mais uma indicação de Boorman ao Oscar.
Em 1991, morre David Lean, e Boorman anunciou que iria filmar um antigo projeto do amigo, Nostromo, mas o projeto fracassou. Vieram então Beyond Rangoon (1995) e The Tailor of Panama (2000), ambos mostrando personagens perdidos em mundos e culturas estranhas.
Em 1999, Boorman ganhou novamente o prêmio de melhor diretor em Cannes, desta vez por The General, sobre um glamuroso porém misterioso líder sindical de Dublin assassinado supostamente pelo Exército Republicano Irlandês.
Atualmente, Boorman vive em Annamoe, na República da Irlanda, com sua mulher, Christel Kruse. Ele teve quatro filhos, mas um deles, Telsche, morreu de câncer em 1997.

## Filmografia
- 1965 – Catch Us If You Can
- 1967 – Point Blank (pt: À queima-roupa)
- 1969 – Hell in the Pacific  (pt: Duelo no Pacífico)
- 1970 – Leo The Last
- 1972 – Deliverance (br: Amargo Pesadelo / pt: Fim de semana alucinante)
- 1974 – Zardoz  (pt: Zardoz)
- 1977 – Exorcist II: The Heretic  (br/pt: Exorcista II: o herege)
- 1981 – Excalibur (br/pt: Excalibur)
- 1985 – The Emerald Forest (br: A floresta de esmeraldas / pt: A floresta esmeralda)
- 1987 – Hope and Glory (br/pt: Esperança e Glória)
- 1990 – Where The Heart Is
- 1991 – I Dreamt I Woke Up (curta-metragem)
- 1995 – Two Nudes Bathing (curta)
- 1995 – Beyond Rangoon
- 1998 – The General
- 1998 – Lee Marvin: A Personal Portrait
- 2001 – The Tailor of Panama  (br: O alfaiate do Panamá)
- 2005 – In My Country